# Relatywistyczny efekt Dopplera
Relatywistyczny efekt Dopplera – efekt Dopplera zachodzący dla światła. Podobnie jak w mechanice klasycznej, relatywistyczny efekt Dopplera prowadzi do zmiany mierzonej przez obserwatora częstotliwości fali (w tym przypadku elektromagnetycznej) względem częstotliwości emitowanej przez źródło. Aby zgodnie z mechaniką relatywistyczną obliczyć taką zmianę, konieczne jest uwzględnienie przewidywanych przez szczególną teorię względności efektów, takich jak dylatacja czasu. Relatywistyczny efekt Dopplera jest szczególnie zauważalny przy względnej prędkości źródła i obserwatora bliskiej prędkości światła w próżni.

## Ruch źródła względem obserwatora
Niech źródło promieniowania elektromagnetycznego porusza się względem układu obserwatora {\displaystyle O} z prędkością {\displaystyle v} w takim kierunku, że kąt mierzony w układzie obserwatora między tym kierunkiem a kierunkiem na obserwatora wynosi {\displaystyle \theta .} Jeśli źródło porusza się dokładnie w kierunku obserwatora, {\displaystyle \theta =0.} Załóżmy, że źródło emituje krótkie sygnały z częstością {\displaystyle f'=1/\Delta t'} mierzoną w układzie źródła {\displaystyle O'.} W układzie {\displaystyle O,} na skutek dylatacji czasu, częstość emitowanych sygnałów wynosi {\displaystyle f=f'/\Gamma ,} gdzie {\displaystyle \Gamma =1/{\sqrt {1-\beta ^{2}}}} jest czynnikiem Lorentza źródła, {\displaystyle \beta =v/c} jest bezwymiarową prędkością źródła i {\displaystyle c} jest prędkością światła w próżni. Rozważmy jeden z sygnałów wyemitowany w kierunku obserwatora w chwili {\displaystyle t=0.} Zbliża się on do obserwatora z prędkością {\displaystyle c,} tymczasem prędkość zbliżania się źródła do obserwatora wynosi {\displaystyle v\cos \theta .} W momencie emisji kolejnego sygnału {\displaystyle t=1/f,} poprzedni sygnał znajduje się bliżej obserwatora o {\displaystyle \Delta x=(c-v\cos \theta )/f.} Sygnały te zostaną zarejestrowane w odstępie czasowym {\displaystyle \Delta t_{obs}=\Delta x/c,} a więc z częstością
{\displaystyle f_{obs}={\frac {1}{\Delta t_{obs}}}={\frac {f}{1-(v/c)\cos \theta }}={\frac {f'}{\Gamma (1-\beta \cos \theta )}}=Df',}
gdzie {\displaystyle D} jest czynnikiem Dopplera. W szczególnym przypadku, kiedy źródło porusza się dokładnie w kierunku obserwatora {\displaystyle (\theta =0),} {\displaystyle D={\sqrt {(1+\beta )/(1-\beta )}}>1,} obserwujemy zwiększoną częstość rejestrowanych sygnałów pomimo tego że dylatacja czasu prowadzi do obniżenia częstości emisji. W przypadku źródła poruszającego się w kierunku przeciwnym {\displaystyle (\theta =180^{\circ }),} {\displaystyle D={\sqrt {(1-\beta )/(1+\beta )}}<1.} Obserwowana częstość będzie równa częstości emitowanej {\displaystyle (D=1)} dla obserwatorów spełniających warunek {\displaystyle \sin \theta ={\sqrt {2/(1+\Gamma )}}.} W przybliżeniu nierelatywistycznym {\displaystyle (\beta \ll 1),\ D=1+\beta \cos \theta .}

### Obserwowana jasność źródła
Ruch źródła promieniowania elektromagnetycznego wpływa nie tylko na obserwowaną częstość sygnałów z niego pochodzących, ale także na jego obserwowaną jasność. Aby się o tym przekonać, rozważmy detektor o powierzchni {\displaystyle \Delta S_{obs},} który obserwator skierował prostopadle do kierunku na źródło. Strumień obserwowanego promieniowania jest ilością energii {\displaystyle \Delta E_{obs}} fotonów padających na detektor w czasie {\displaystyle \Delta t_{obs}.} Gęstość strumienia promieniowania wyraża się przez:
{\displaystyle F_{obs}={\frac {\Delta E_{obs}}{\Delta t_{obs}~\Delta S_{obs}}}.}
Załóżmy, że obserwowane są fotony o jednakowej energii {\displaystyle E_{obs},} zatem {\displaystyle \Delta E_{obs}=E_{obs}\Delta N_{obs},} gdzie {\displaystyle \Delta N_{obs}} jest ilością zaobserwowanych fotonów. Częstość zaobserwowanych fotonów wynosi {\displaystyle f_{obs}=\Delta N_{obs}/\Delta t_{obs}.} Niech {\displaystyle d} będzie odległością do źródła, wówczas powierzchnię detektora można wyrazić przez {\displaystyle \Delta S_{obs}=d^{2}\Delta \Omega _{obs},} gdzie {\displaystyle \Delta \Omega _{obs}} jest kątem bryłowym zajmowanym przez detektor z punktu widzenia źródła w układzie {\displaystyle O.} Gęstość strumienia promieniowania wiąże się z jasnością izotropową, która jest ilością energii wyemitowanej przez źródło w jednostce czasu we wszystkich kierunkach:
{\displaystyle L_{obs}=4\pi d^{2}F_{obs}=f_{obs}E_{obs}{\frac {4\pi }{\Delta \Omega _{obs}}}.}
Na skutek relatywisticznego efektu Dopplera, {\displaystyle f_{obs}=Df'} oraz {\displaystyle E_{obs}=DE'.} Natomiast w wyniku aberracji promieniowania elektromagnetycznego, {\displaystyle \Delta \Omega _{obs}=\Delta \Omega '/D^{2}.} W efekcie otrzymujemy relatywistyczną transformację jasności poruszającego się źródła:
{\displaystyle L_{obs}=D^{4}f'E'{\frac {4\pi }{\Delta \Omega '}}=D^{4}L'.}
Nawet jeśli źródło w swoim układzie spoczywającym emituje izotropowo, jego promieniowanie w układzie obserwatora staje się silnie nieizotropowe dla prędkości relatywistycznych. Przykładowo, źródło o prędkości {\displaystyle \beta =0{,}99} {\displaystyle (\Gamma =7.1)} będzie wzmocnione prawie 40 tysięcy razy dla obserwatora, do którego źródło się zbliża, oraz o taki sam czynnik osłabione dla obserwatora, od którego się oddala. Tym właśnie efektem tłumaczy się olbrzymie obserwowane jasności astrofizycznych obiektów wyposażonych w relatywistyczne dżety skierowane w stronę obserwatora, w szczególności blazarów {\displaystyle (\Gamma =10-40)} oraz błysków gamma {\displaystyle (\Gamma =100-400).}

## Precyzyjne pomiary czasu
Relatywistyczny efekt Dopplera, zwany także efektem Dopplera drugiego rzędu, uwzględnia się na przykład w analizie zjawisk zachodzących w cezowym wzorcu atomowym. Definicja sekundy opiera się na promieniowaniu w nieruchomym atomie cezu. W rzeczywistości promieniujące atomy cezu są w ruchu względem detektora promieniowania, co powoduje relatywistyczne przesunięcie częstotliwości, którego wartość względna jest rzędu – 10−13.
Wykrycie jakiegokolwiek zjawiska jest możliwe wtedy, gdy do obserwatora dociera sygnał niosący stosowną informację. Sygnałem niosącym informację o efektach relatywistycznych jest sygnał elektromagnetyczny. Jeśli za pomocą tego sygnału obserwator (odbiornik) nieruchomy w R′ obserwuje częstotliwość zegara nieruchomego w R (nadajnik), lecz w układzie R′ poruszającego się względem odbiornika z prędkością v, to dla pełnego opisu zjawiska konieczne staje się także uwzględnienie klasycznego efektu Dopplera.

## Efekt grawitacyjny
Zgodnie z ogólną teorią względności, w pobliżu obiektów posiadających masę czas płynie wolniej, niż z dala od nich. Atomy emitujące światło na powierzchni Słońca wysyłają fale, które odbierane na Ziemi mają mniejszą częstotliwość, niż ma to miejsce w przypadku takich samych atomów badanych w laboratorium.
Czynnik Lorentza w odległości {\displaystyle r} od środka masy {\displaystyle m} wynosi w tym przypadku
{\displaystyle \gamma ={\frac {1}{\sqrt {1-{\frac {2Gm}{c^{2}r}}}}}={\frac {1}{\sqrt {1-{\frac {r_{Sch}}{r}}}}},}
gdzie:
{\displaystyle r_{S}} – promień Schwarzschilda {\displaystyle r_{Sch}={\frac {2Gm}{c^{2}}},}
{\displaystyle G} – stała grawitacji Newtona (6,67×10−11 m³ kg−1 s−2),
{\displaystyle c} – prędkość światła w próżni (3×108 m s−1).
W efekcie częstotliwość fali emitowanej w pobliżu dużej masy i obserwowana z dala od niej i innych mas staje się mniejsza, i wynosi:
{\displaystyle f'=f{\sqrt {1-{\frac {r_{Sch}}{r}}}}.}
Szczególny przypadek dotyczy sytuacji, gdy promień obiektu o masie {\displaystyle m} zmaleje na tyle, że równy jest promieniowi Schwarzschilda. Tak dzieje się w pobliżu czarnej dziury. Częstotliwość światła wytwarzanego przez źródło wpadające do czarnej dziury stale maleje dążąc do zera. W efekcie otoczenie czarnej dziury staje się niewidoczne dla oddalonego od niej obserwatora. Zjawiska towarzyszące spadaniu materii z ogromną prędkością prowadzą do takiego nagrzewania się otaczającego gwiazdę gazu, że wysyła on promieniowanie świetlne lub rentgenowskie. Jednak najbliższe otoczenie czarnej dziury jest niewidoczne.

## Ekspansja czasoprzestrzeni
Zgodnie z prawem Hubble’a galaktyki oddalają się od siebie z prędkością proporcjonalną do wzajemnej odległości. W przypadku obserwatora na Ziemi, zależność tę można wyrazić wzorem:
{\displaystyle v=H_{0}\,r,}
gdzie {\displaystyle H_{0}} ≈ 71 km/s/Mpc to stała Hubble’a.
Zgodnie z kosmologicznym modelem Wielkiego Wybuchu tego typu zależność, prawdziwa dla dostatecznie bliskich obiektów, wynika z faktu rozszerzania się czasoprzestrzeni (por. metryka FLRW). W związku z tym również i fale elektromagnetyczne „rozciągają” się razem z przestrzenią. Kiedy więc np. w odległej galaktyce wybucha supernowa, wysłane przez nią światło może potrzebować wielu miliardów lat, aby dotrzeć do detektorów umieszczonych w teleskopach. W tym czasie przestrzeń, którą przemierzają fale, ulega ekspansji, co zwiększa ich długość. Im dalej jest supernowa, tym większa jest różnica pomiędzy długością fali zarejestrowaną na Ziemi a tą wysłaną przez źródło. Miarą tej zmiany jest przesunięcie ku czerwieni {\displaystyle z,} dane wzorem:
{\displaystyle z={\frac {\lambda _{o}-\lambda _{e}}{\lambda _{e}}},}
gdzie {\displaystyle \lambda _{o}} to długość fali odebranej, zaś {\displaystyle \lambda _{e}} – wysyłanej.
Dla obiektu oddalającego się od nas z prędkością {\displaystyle v,} powyższe długości fal są powiązane wzorem
{\displaystyle \lambda _{e}\ ={\sqrt {\frac {1-v/c}{1+v/c}}}\,\lambda _{o}.}